# 디 엔드: 인류 최후의 날
《디 엔드: 인류 최후의 날》(스페인어: Fin→종말)은 2012년 제작된 스페인의 스릴러 영화이다.
2012년 제37회 토론토국제영화제 컨템포러리 월드시네마에 초청작으로 상영되었으며, 감독 호르헤 토레그로사는 2013년 프랑스의 제20회 제라르메 국제 판타스틱 영화제에서 심사위원상을 수상하였다.
대한민국에서는 ㈜미디어로그가 수입하여 2013년 3월 13일부터 10일간 롯데시네마 계열 극장에서 수입사 자체 시사회 및 초대 상영 뒤 VOD를 통해 출시하였다.

## 출연

### 주연
- 마리벨 베르두
- 다니엘 그라오
- 클라라 라고

### 조연
- 안토니오 가리도
- 카멘 루이즈
- 안드레스 벨렌코소
- 미켈 페르난데스

## 기타
- 원작자: 데이비드 몬테구도